# 劉淑妃 (明宣宗)
劉淑妃（?年—？年），名字不詳，南直隸鳳陽府人，中軍左都督劉謙之孫女。明朝明宣宗朱瞻基之妃。

## 生平
目前仍然不確定劉氏的具體出生及入宮時間，僅知道洪熙元年七月初八日（1425年7月22日），剛即位的明宣宗命成山侯王通為正使、戶部尚書夏原吉為副使，持節冊封劉氏為淑妃。從冊封詔書可知劉氏在明宣宗尚為太子時已經開始侍奉他，如今中宮皇后已確立，應該晉升有賢德之人，劉氏品行端正專一，性情溫柔仁惠，並且熟讀詩書圖史，遵循明訓而周全處事，舉止謹慎合禮，因而被冊封為淑妃。宣德十年正月初三日（1435年1月31日），明宣宗駕崩，同年三月二十八日（1435年4月26日），剛即位的明英宗朱祁鎮追贈皇庶母惠妃何氏為貴妃（謚號端靜），趙氏為賢妃（謚號純靜），吳氏為惠妃（謚號貞順），焦氏為淑妃（謚號莊靜），曹氏為敬妃（謚號莊順），徐氏為順妃（謚號貞惠），袁氏為麗妃（謚號恭定），諸氏為恭妃（謚號貞靜），李氏為充妃（謚號恭順），何氏為成妃（謚號肅僖），謚冊稱：「茲委身而蹈義，隨龍馭以上賓，宜薦徽稱，用彰節行」。由此可見，劉淑妃並不在殉葬名單之內。
《宛署雜記》稱「榮思賢妃吳氏葬金山，景陵妃七，余俱從葬」，崇禎年間太常寺官屬所輯《太常續考》記「景陵八妃，榮思賢妃吳氏、二妃、三妃、四妃、五妃、六妃、七妃、八妃，俱無諡號、姓氏，七位從葬，一葬金山」劉淑妃的葬地待考。

## 淑妃冊文
根據《明宣宗章皇帝實錄》（洪熙元年七月乙亥條）的記載，劉淑妃的冊文曰：
```
「朕惟政教之施，由內以達外；王化之被，自家以及邦。茲肇建於中宮，宜敘升於賢德。爾劉氏，端一靖茌，肅雍柔惠，詩書圖史，佩明訓以周旋，琚瑀珩璜，謹容儀於動履。選自名族，嬪予春宮，遂關雎樂得之心，有鷄鳴儆戒之益。爰加禕翟，俾貳軒龍，特封爾為淑妃。於戲！朕惟篤君道，爾尚謹於相成；后以表母儀，爾尚謹於輔佐。惟順以裕德，惟善以榮身，誠敬以相禋祀，謙厚以睦宗族。永光寵祿，益懋徽音，欽哉。」
```